# Cypretta brevisaepta
Cypretta brevisaepta är en kräftdjursart som beskrevs av N. C. Furtos 1934. Cypretta brevisaepta ingår i släktet Cypretta och familjen Cyprididae.

## Underarter
Arten delas in i följande underarter:
- C. b. brevisaepta
- C. b. sarta